# Alfa Romeo Giulia
Alfa Romeo Giulia je model talijanskog proizvođača automobila Alfa Romeo koji dolazi u nekoliko različitih modela (Type 105), Giulia Spider, Sprint i Sprint Speciale.

## Karakteristike
Alfa Romeo Giulia bio je jedan od prvih glavnih proizvođača koji je u masovnu proizvodnju ubacio snažni motor u lagani automobil s četvero vrata težak oko 1000 kg. Tip 105 Giulia bio je opremljen četverocilindričnim motorom s dvostrukom bregastom osovinom od lagane legure, sličan onome iz ranijeg modela Giulietta (750/101), dostupan u verziji 1.3 litre i 1.6. Razne konfiguracije i podešavanje karburatora proizvodile su izlazne snage od oko 80 do oko 110 KS, povezan s 4-stupanjskim ili 5-stupanjskim (modeli s 1.6 motorom) ručnim mjenjačem.
Imale su impresivno ubrzanje i živahnu upravljivost među malim europskim limuzinama s četiri vrata svog doba, posebno s obzirom na skromne ponuđene veličine motora. Popularna Super verzija s 2 dvogrla karburatora od 1,6 litara imala je najveću brzinu od 170 km/h i ubrzanje od 0-100 km/h oko 12 sekundi, bolje od mnogih sportskih automobila kasnih godina. 1960-ih i ranih 1970-ih. Prilikom napuštanja tvornice, sve su inačice Giulije prvotno ugradile gume Pirelli Cinturato 165HR14 ili 155HR15 (CA67).
Kockasta limuzina s četvero vrata bila je pomalo poželjna. Korištenje zračnog tunela tijekom razvoja dovelo je do vrlo aerodinamičnog oblika koji je stvorio koeficijent otpora od Cd=0,34, posebno nizak za salon tog doba.

## Specifikacije
| Model                     | Godina  | Engine                         | Sustav goriva         | Snaga                        | Okr. moment          | Max. brzina |
| ------------------------- | ------- | ------------------------------ | --------------------- | ---------------------------- | -------------------- | ----------- |
| Giulia 1300               | 1964–71 | 1.290 ccm Twin Cam             | dupli karburator      | 57 kW (78 KS) pri 6000 okr.  | 102 Nm pri 4700 okr. | 155 km/h    |
| Giulia 1300 ti            | 1966–72 | 1.290 ccm Twin Cam             | dupli karburator      | 60 kW (82 KS) pri 6000 okr.  | 104 Nm pri 4900 okr. | 160 km/h    |
| Giulia 1300 Super         | 1970–72 | 1.290 ccm Twin Cam             | 2 dupla karburatora   | 65 kW (89 KS) pri 6000 okr.  | 140 Nm pri 3200 okr. | 165 km/h    |
| Giulia Super 1.3          | 1972–74 | 1.290 ccm Twin Cam             | 2 dupla karburatora   | 65 kW (89 KS) pri 6000 okr.  | 140 Nm pri 3200 okr. | 165 km/h    |
| Giulia Nuova Super 1300   | 1974–77 | 1.290 ccm Twin Cam             | 2 dupla karburatora   | 65 kW (89 KS) pri 6000 okr.  | 140 Nm pri 3200 okr. | 165 km/h    |
| Giulia TI                 | 1962–67 | 1.570 ccm Twin Cam             | dupli karburator      | 68 kW (92 KS) pri 6200 okr.  | 130 Nm pri 4000 okr. | 165 km/h    |
| Giulia TI Super           | 1963–64 | 1.570 ccm Twin Cam             | 2 dupla karburatora   | 82 kW (112 KS) pri 6500 okr. | N/A                  | 185 km/h    |
| Giulia 1600 S             | 1969–70 | 1.570 ccm Twin Cam             | dupli karburator      | 70 kW (95 KS) pri 5500 okr.  | N/A                  | 170 km/h    |
| Giulia Super              | 1965–69 | 1.570 ccm Twin Cam             | 2 dupla karburatora   | 72 kW (98 KS) pri 5500 okr.  | 136 Nm pri 3000 okr. | 175 km/h    |
| Giulia Super              | 1969–72 | 1.570 ccm Twin Cam             | 2 dupla karburatora   | 75 kW (102 KS) pri 5500 okr. | 162 Nm pri 2900 okr. | 175 km/h    |
| Giulia Super 1.6          | 1972–74 | 1.570 ccm Twin Cam             | 2 dupla karburatora   | 75 kW (102 KS) pri 5500 okr. | 162 Nm pri 2900 okr. | 175 km/h    |
| Giulia Nuova Super 1600   | 1974–77 | 1.570 ccm Twin Cam             | 2 dupla karburatora   | 75 kW (102 KS) pri 5500 okr. | 162 Nm pri 2900 okr. | 175 km/h    |
| Giulia Nuova Super Diesel | 1976–77 | 1.760 ccm Perkins 4.108 diesel | pumpa za ubrizgavanje | 40 kW (55 KS) pri 4000 okr.  | 101 Nm pri 2200 okr. | 138 km/h    |

## Galerija
- 1970 Alfa Romeo Giulia, 1.3 (84 KS)
- Alfa Romeo Giulia Nuova Super 1300
- Alfa Romeo Giulia GTA
- 1970 Alfa Romeo Giulia Promiscua
- Alfa Romeo Giulia Sprint Speciale
- Alfa Romeo Giulia Sprint Speciale
- 1962 Alfa Romeo Giulia Sprint 1600